# 骆八十娘墓
骆八十娘墓，位于中国广东省河源市和平县中坝镇发昌村内，为和平县的一个县级文物保护单位，类型为古墓葬，公布时间为1987年6月。
骆八十娘墓的历史年代为明代。